# 波比髮夾

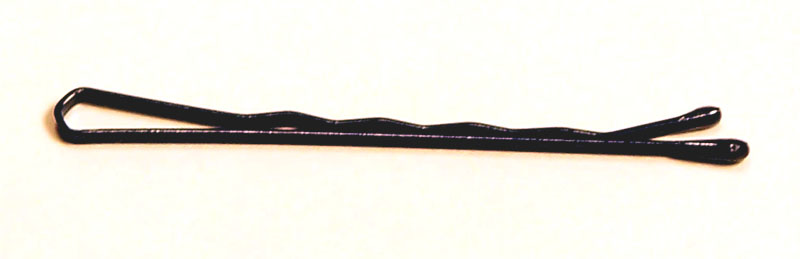
最常见的黑色大头针

大头针、波比大头针是人们常用来固定髮形的首饰品。主要由金属或塑料的小别针或小夹子组成。最初理发师为女性顾客理发时，用它来别束头发使用。典型的发夹常被称作波比大头针，没有特别的额外装饰作用。这种发夹的外表涂上与使用者髮色相近（如黑、棕、金）、非引人注目的颜色。但也有些发夹有着精心装饰的仿珍宝镶嵌品。波比大头针的发明出自于19世纪后期欧美男性绅士时尚中发型复杂化趋势需求。1920年代初，一种使用波比大头针固定出来的短发型“波比发型”深受女士们的喜爱，由此，波比的大头针在理发业与装饰业中扎下了根基。波比大头针廉价且易大批制造，很快便风靡欧美大陆。为了配合不同髮色的使用者，制造商开始给大头针涂上了色漆。1920年代末，据统计有90%的北美妇女使用。
正确的使用方法是将手指插入大头针的中间，平的一侧挨靠头皮，凹凸不平的一侧背向头皮，将一撮头发夹入髮针内，手指伸出髮针，一撮头发就被固定住了。波比大头针常常被小偷用来开锁。

## 参看
- 发夹